# رود اولت
رود اولت رودی است که به دانوب می‌ریزد. این رود از کشور رومانی می‌گذرد.

## نگارخانه

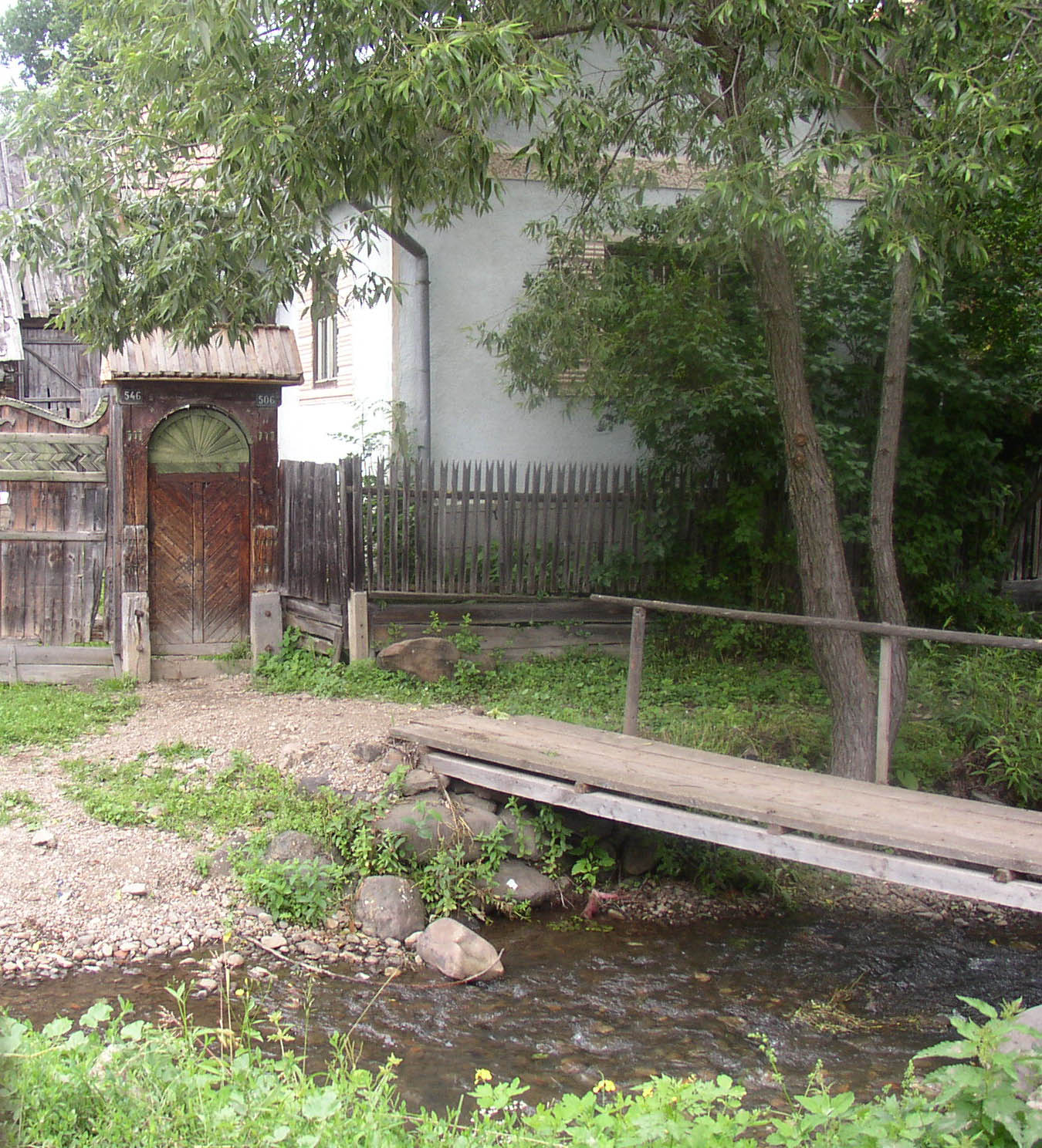
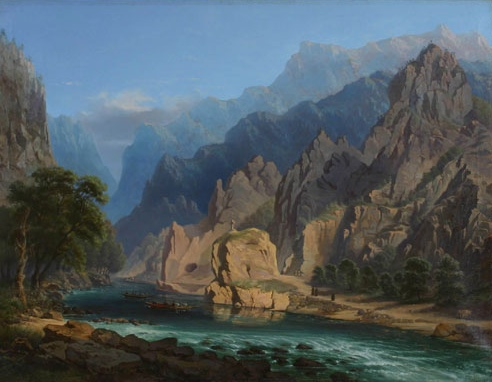
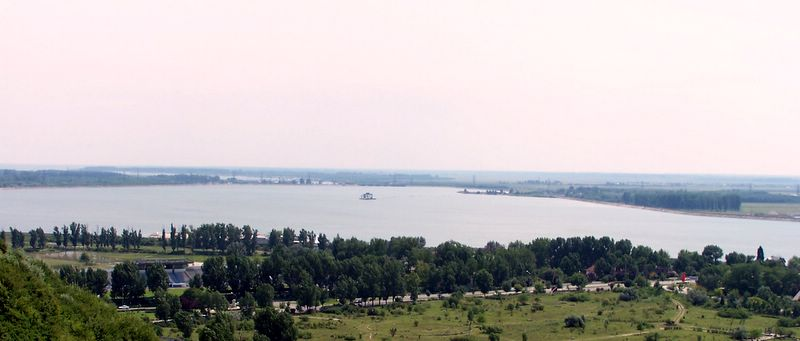